# Lijst van NBA-spelers
Wat volgt is een lijst van huidige en voormalige NBA-spelers. Spelers die in de NBA actief zijn, zijn vetgedrukt. In de lijst zijn tevens de spelers van de voorlopers van de NBA opgenomen: de National Basketball League (NBL), de Basketball Association of America (BAA) en de American Basketball Association (ABA).
Spelers die in de NBL speelden voordat deze competitie in 1949 samenging met de BAA, zijn cursief weergegeven.  

## A
- Alaa Abdelnaby
- Zaid Abdul-Aziz
- Kareem Abdul-Jabbar
- Mahmoud Abdul-Rauf
- Tariq Abdul-Wahad
- Shareef Abdur-Rahim
- Tom Abernethy
- Forest Able
- John Abramovic
- Álex Abrines
- Precious Achiuwa
- Alex Acker
- Don Ackerman
- Mark Acres
- Charles Acton
- Quincy Acy
- Alvan Adams
- Don Adams
- George Adams
- Hassan Adams
- Michael Adams
- Neal Adams
- Ray Adams
- Sparky Adams
- Willie Adams
- Rafael Addison
- Rick Adelman
- Maurice Ager
- Mark Aguirre
- Jack Ahearn
- Danny Ainge
- Matt Aitch
- Warren Ajax
- Henry Akin
- Mark Alarie
- Gary Alcorn
- LaMarcus Aldridge
- Chuck Aleksinas
- Cory Alexander
- Courtney Alexander
- Gary Alexander
- Merle Alexander
- Victor Alexander
- Steve Alford
- Bill Allen
- Bob Allen
- Jerome Allen
- Lucius Allen
- Malik Allen
- Randy Allen
- Ray Allen
- Tony Allen
- Willie Allen
- Odis Allison
- Darrell Allums
- Derrick Alston
- Rafer Alston
- Chink Alterman
- Peter Aluma
- Al Alvarez
- Bob Alwin
- John Amaechi
- Ashraf Amaya
- Ralph Amsden
- Bob Anderegg
- Chris Andersen
- Alan Anderson
- Andrew Anderson
- Art Anderson
- Carl Anderson
- Cliff Anderson
- Dan Anderson
- Daniel Anderson
- Derek Anderson
- Dwight Anderson
- Eric Anderson
- Gene Anderson
- Greg "Cadillac" Anderson
- J.J. Anderson
- Jerome Anderson
- Kenny Anderson
- Kim Anderson
- Michael Anderson
- Nick Anderson
- Richard Anderson
- Ron Anderson
- Shandon Anderson
- Willie Anderson
- Wally Anderzunas
- Ernie Andres
- Martynas Andriuskevicius
- Don Anielak
- Michael Ansley
- Chris Anstey
- Carmelo Anthony
- Greg Anthony
- Paul Anthony
- Clyde Anton
- Rafael Araujo
- Stacey Arceneaux
- Gerry Archibald
- Nate Archibald
- Robert Archibald
- Jim Ard
- Gilbert Arenas
- Trevor Ariza
- Paul Arizin
- Joe Arlauckas
- B.J. Armstrong
- Bob Armstrong
- Brandon Armstrong
- Curly Armstrong
- Darrell Armstrong
- Hilton Armstrong
- Robert Armstrong
- Scotty Armstrong
- Tate Armstrong
- Fred Arndt
- Jesse Arnelle
- Jay Arnette
- Bob Arnzen
- Stan Arnzen
- Carlos Arroyo
- Ron Artest
- John Arthurs
- Bill Ash
- Vincent Askew
- Keith Askins
- Don Asmonga
- Richard Atha
- Chucky Atkins
- Al Attles
- Chet Aubuchon
- Stacey Augmon
- Isaac Austin
- John Austin
- Ken Austin
- Carl Austing
- Anthony Avent
- Bird Averitt
- William Avery
- Dennis Awtrey
- Kelenna Azubuike
- Udoka Azubuike

## B
- Milos Babic
- Johnny Bach
- Henry Bacon
- Jim Baechtold
- Carl Baer
- Dalibor Bagaric
- John Bagley
- Carl Bailey
- Gus Bailey
- James Bailey
- Thurl Bailey
- Toby Bailey
- Frank Baird
- Bob Baker
- Jimmie Baker
- Mark Baker
- Maurice Baker
- Norm Baker
- Vin Baker
- Art Bakeraitis
- Renaldo Balkman
- Cedric Ball
- Greg Ballard
- Herschel Baltimore
- Gene Banks
- Marcus Banks
- Walker Banks
- Ken Bannister
- Mike Bantom
- John Barber
- Leandro Barbosa
- Steve Bardo
- Jose Juan Barea
- Andrea Bargnani
- Clifford Barker
- Tom Barker
- Charles Barkley
- Erick Barkley
- Don Barksdale
- Lou Barle
- Harrison Barnes
- Harry Barnes
- Jim Barnes
- Marvin Barnes
- Matt Barnes
- Dick Barnett
- Jim Barnett
- Nate Barnett
- Shanty Barnett
- John Barnhill
- Norton Barnhill
- Leo Barnhorst
- John Barr
- Mike Barr
- Moe Barr
- Andre Barrett
- Ernie Barrett
- Mike Barrett
- Earl Barron
- Dana Barros
- Brent Barry
- Drew Barry
- Jon Barry
- Rick Barry
- Edward Bartels
- Vic Bartolome
- Will Barton
- Eddie Basden
- Pete Basich
- Jerry Baskerville
- Brandon Bass
- Tim Bassett
- Maceo Baston
- Billy Ray Bates
- Esteban Batista
- Mike Batiste
- Buck Batterman
- Tony Battie
- Shane Battier
- John Battle
- Kenny Battle
- Dave Batton
- Lloyd Batts
- Johnny Baum
- Frankie Baumholtz
- Lonny Baxter
- Elgin Baylor
- Howard Bayne
- Sergej Bazarevitsj
- Ed Beach
- Al Beard
- Butch Beard
- Ralph Beard
- Charlie Beasley
- Jerome Beasley
- John Beasley
- Michael Beasley
- Frank Beaty
- Zelmo Beaty
- Byron Beck
- Corey Beck
- Ernie Beck
- Art Becker
- Moe Becker
- Tom Becker
- Bob Bedell
- William Bedford
- Hank Beenders
- Don Beery
- Ron Behagen
- Elmer Behnke
- Bill Behr
- Byron Bell
- Charlie Bell
- Dennis Bell
- Raja Bell
- Troy Bell
- Whitey Bell
- Walt Bellamy
- Ray Bellingham
- Irv Bemoras
- Leon Benbow
- Jonathan Bender
- Benoit Benjamin
- Corey Benjamin
- Elmer Bennett
- Mario Bennett
- Mel Bennett
- Tony Bennett
- Wes Bennett
- Winston Bennett
- David Benoit
- Al Benson
- Kent Benson
- Gene Berce
- Beanie Berens
- Fred Beretta
- Gary Bergen
- Larry Bergh
- Connie Mack Berry
- Ricky Berry
- Walter Berry
- Del Beshore
- Travis Best
- Don Betoume
- Wes Bialosuknia
- Al Bianchi
- Johnny Bianco
- Hank Biasatti
- Henry Bibby
- Mike Bibby
- Ed Biedenbach
- Andris Biedrins
- Don Bielke
- Bob Bigelow
- Max Biggs
- Lionel Billingy
- Chauncey Billups
- Dave Bing
- Joe Binion
- Paul Birch
- Jerry Bird
- Larry Bird
- Otis Birdsong
- Emmet Birk
- Jim Birr
- Gale Biship
- Ralph Bishop
- Uwe Blab
- Charles Black
- Norman Black
- Tom Black
- George Blacklidge
- Rolando Blackman
- Alex Blackwell
- Cory Blackwell
- James Blackwell
- Nate Blackwell
- Steve Blake
- Will Blalock
- George Blaney
- Lance Blanks
- Ricky Blanton
- Andray Blatche
- Mookie Blaylock
- Leon Blevins
- John Block
- Chuck Bloedorn
- Michael Bloom
- Corie Blount
- Mark Blount
- Ray Blume
- Nelson Bobb
- Tony Bobbitt
- Bucky Bockhorn
- Bruce Boehler
- Tom Boerwinkle
- Keith Bogans
- Bojan Bogdanović
- Ed Bogdanski
- Muggsy Bogues
- Andrew Bogut
- Etdrick Bohannon
- Bol Bol
- Manute Bol
- William Bolger
- Doug Bolstorff
- Bob Bolyard
- George Bon Salle
- Phil Bond
- Walter Bond
- Dexter Boney
- Ron Bonham
- Herb Bonn
- Anthony Bonner
- Matt Bonner
- Al Bonniwell
- Butch Booker
- Melvin Booker
- Josh Boone
- Ron Boone
- Calvin Booth
- Keith Booth
- Bob Boozer
- Carlos Boozer
- Curtis Borchardt
- Jake Bornheimer
- Lazaro Borrell
- Slats Borrevik
- Costic Borsavage
- Vince Boryla
- John Bosak
- Chris Bosh
- Jim Bostic
- Lawrence Boston
- Sonny Boswell
- Tom Boswell
- Lou Boudreau
- Ruben Boumtje-Boumtje
- Don Boven
- Cal Bowdler
- Bruce Bowen
- Ryan Bowen
- Tom Bowens
- Harold Bower
- Anthony Bowie
- Sam Bowie
- Orbie Bowling
- Art Bowman
- Ira Bowman
- Nate Bowman
- Donnie Boyce
- Dennis Boyd
- Fred Boyd
- Ken Boyd
- Earl Boykins
- Harry Boykoff
- Winford Boynes
- Cedric Bozeman
- Steve Bracey
- Gary Bradds
- Alex Bradley
- Bill Bradley
- Bill Bradley
- Charles Bradley
- Dudley Bradley
- Jim Bradley
- Joseph Bradley
- Michael Bradley
- Shawn Bradley
- Mark Bradtke
- Marques Bragg
- Torraye Braggs
- A.J. Bramlett
- Adrian Branch
- Elton Brand
- Terrell Brandon
- Robert Brannum
- Brad Branson
- Jesse Branson
- James Brasco
- Mike Bratz
- Carl Braun
- Tim Breaux
- J.R. Bremer
- Pete Brennan
- Tom Brennan
- Irv Brenner
- Randy Breuer
- Cory Brewer
- Jamison Brewer
- Jim Brewer
- Ron Brewer
- Ronnie Brewer
- Primoz Brezec
- Frank Brian
- Frank Brickowski
- Junior Bridgeman
- Bill Bridges
- Albert Brightman
- Audley Brindley
- John Brisker
- Allan Bristow
- Tyrone Britt
- Wayman Britt
- Mike Brittain
- Dave Britton
- Joe Brogan
- Gary Brokaw
- Price Brookfield
- Clarence Brookins
- Kevin Brooks
- Michael Brooks
- Scott Brooks
- Andre Brown
- Bill Brown
- Bob Brown
- Chucky Brown
- Damone Brown
- Darrell Brown
- Dee Brown
- Dee Brown
- Devin Brown
- Fred Brown
- George Brown
- Gerald Brown
- Harold Brown
- Hillery Brown
- Jim Brown
- John Brown
- Kedrick Brown
- Kwame Brown
- Larry Brown
- Leon Brown
- Lewis Brown
- Marcus Brown
- Marshall Brown
- Mike Brown
- Myron Brown
- P. J. Brown
- Randy Brown
- Raymond Brown
- Rickey Brown
- Robert Brown
- Roger Brown
- Rookie Brown
- Shannon Brown
- Stanley Brown
- Tierre Brown
- Tony Brown
- Walter Roger Brown
- James Browne
- Bill Brownell
- Stanley Brundy
- Brian Brunkhorst
- George Bruns
- Rick Brunson
- Em Bryant
- Joe Bryant
- Kobe Bryant
- Mark Bryant
- Wallace Bryant
- Torgeir Bryn
- George Bucci
- Joseph Buckhalter
- Steve Bucknall
- Cleveland Buckner
- Greg Buckner
- Quinn Buckner
- Dave Budd
- Walter Budko
- Jud Buechler
- Ken Buehler
- Rodney Buford
- Matt Bullard
- Larry Bunce
- Greg Bunch
- Richard Bunt
- Bill Buntin
- Bill Bunting
- Ticky Burden
- Pat Burke
- Roger Burkman
- Antonio Burks
- Kevin Burleson
- Tommy Burleson
- Jack Burmaster
- David Burns
- Evers Burns
- Jim Burns
- Scott Burrell
- Arthur Burris
- Junior Burrough
- Bob Burrow
- Ed Burton
- Willie Burton
- Steve Burtt
- Don Buse
- Jerry Bush
- Dave Bustion
- Donnie Butcher
- Al Butler
- Caron Butler
- Charlie Butler
- Greg Butler
- Jackie Butler
- Mike Butler
- Mitchell Butler
- Rasual Butler
- Andrew Bynum
- Will Bynum
- Walt Byrd
- Marty Byrnes
- Tommy Byrnes
- Mike Bytzura

## C
- Zarko Cabarkapa
- Barney Cable
- Soup Cable
- Jason Caffey
- Michael Cage
- Gerry Calabrese
- Jose Calderon
- Adrian Caldwell
- Jim Caldwell
- Joe Caldwell
- Corky Calhoun
- William Calhoun
- Bob Calihan
- Demetrius Calip
- Thomas Callahan
- Rick Calloway
- Ernie Calverley
- Mack Calvin
- Dexter Cambridge
- Marcus Camby
- Joe Camic
- Facundo Campazzo
- Elden Campbell
- Fred Campbell
- Ken Campbell
- Tony Campbell
- Ed Campion
- Vlatko Čančar
- Larry Cannon
- Frank Card
- Brian Cardinal
- Keith Carey
- Howie Carl
- Chester Carlisle
- Geno Carlisle
- Rick Carlisle
- Don Carlos
- Al Carlson
- Don Carlson
- Dan Carnevale
- Robert Carney
- Rodney Carney
- Tony Carp
- Bob Carpenter
- Antoine Carr
- Austin Carr
- Chris Carr
- Cory Carr
- Kenny Carr
- M.L. Carr
- Darel Carrier
- Bob Carrington
- Joe Barry Carroll
- Matt Carroll
- Jimmy Carruth
- Frank Carswell
- Anthony Carter
- Butch Carter
- Fred Carter
- George Carter
- Howard Carter
- Hugh Carter
- Jake Carter
- Maurice Carter
- Reggie Carter
- Ron Carter
- Vince Carter
- Bill Cartwright
- Jay Carty
- Cornelius Cash
- Sam Cash
- Sam Cassell
- Harvey Catchings
- Terry Catledge
- Sid Catlett
- Kelvin Cato
- Bobby Cattage
- Duane Causwell
- Ron Cavenall
- Cedric Ceballos
- John Celestand
- Al Cervi
- Lionel Chalmers
- Bill Chamberlain
- Wilt Chamberlain
- Jerry Chambers
- Tom Chambers
- Mike Champion
- Tyson Chandler
- Don Chaney
- John Chaney
- Rex Chapman
- Wayne Chapman
- Len Chappell
- Kenny Charles
- Lorenzo Charles
- Calbert Cheaney
- Maurice Cheeks
- Phil Chenier
- George Chestnut
- Derrick Chievous
- Pete Chilcutt
- Josh Childress
- Randolph Childress
- Chris Childs
- Leroy Chollet
- Jim Chones
- Fred Christ
- Cal Christensen
- Bob Christian
- Doug Christie
- Viktor Chrjapa
- Steve Chubin
- Chuck Chuckovits
- Ralph Churchfield
- Robert Churchwell
- Hal Cihlar
- Archie Clark
- Carlos Clark
- Dick Clark
- Keon Clark
- John Clawson
- Charles Claxton
- Speedy Claxton
- Jim Cleamons
- Don Cleary
- Mateen Cleaves
- Barry Clemens
- John Clemens
- Nathaniel "Sweetwater" Clifton
- Bill Closs
- Keith Closs
- Paul Cloyd
- Bob Cluggish
- Ben Clyde
- Doyle Cofer
- Richard Coffey
- Fred Cofield
- John Coker
- Bobby Colburn
- Ben Coleman
- Derrick Coleman
- E.C. Coleman
- Jack Coleman
- Norris Coleman
- Paul Coleman
- Marv Colen
- Bimbo Coles
- Jason Collier
- Art Collins
- Don Collins
- Doug Collins
- James Collins
- Jarron Collins
- Jason Collins
- Jimmy Collins
- Mardy Collins
- Nick Collison
- Joe Colone
- Sean Colson
- Steve Colter
- Glen Combs
- Leroy Combs
- John Comeaux
- Dallas Comegys
- Jim Cominsky
- Larry Comley
- Jeff Congdon
- Gene Conley
- Larry Conley
- Ed Conlin
- Marty Conlon
- Jimmy Dan Conner
- Lester Conner
- Chuck Connors
- Anthony Cook
- Bert Cook
- Brian Cook
- Darwin Cook
- Jeff Cook
- Norm Cook
- Omar Cook
- Robert Cook
- Ted Cook
- David Cooke
- Joe Cooke
- Chuck Cooper
- Duane Cooper
- Joe Cooper
- Michael Cooper
- Wayne Cooper
- Thomas Copa
- Lanard Copeland
- Tyrone Corbin
- Chris Corchiani
- Kenneth Corley
- Ray Corley
- Dave Corzine
- Ed Costain
- Larry Costello
- Bob Cotton
- Jack Cotton
- James Cotton
- John Coughran
- Mel Counts
- Steve Courtin
- Joe Courtney
- DeMarcus Cousins
- Bob Cousy
- Bill Coven
- Dave Cowens
- Chubby Cox
- John Cox
- Wesley Cox
- Bill Cramer
- Chris Crawford
- Freddie Crawford
- Jamal Crawford
- Jim Creighton
- Ron Crevier
- Herbert Crisler
- Joe Crispin
- Charlie Criss
- Russ Critchfield
- Winston Crite
- Dillard Crocker
- Bobby Croft
- Jeffrey Crompton
- Terry Crosby
- Austin Croshere
- Jeff Cross
- Pete Cross
- Russell Cross
- Francis Crossin
- John Crotty
- Bill Crow
- Mark Crow
- Corey Crowder
- George Crowe
- Leo Crowe
- Kiernan Crowley
- Freddie Crum
- Al Cueto
- Marty Cullen
- Duke Cumberland
- Pat Cummings
- Terry Cummings
- Vonteego Cummings
- Billy Cunningham
- Cookie Cunningham
- Dick Cunningham
- William Cunningham
- Radisav Curcic
- Armand Cure
- Earl Cureton
- Bill Curley
- Francis Curran
- Jim Currie
- Dell Curry
- Eddy Curry
- Michael Curry
- Stephen Curry
- Rastko Cvetkovic
- Walt Czarnecki

## D
- Mike Dabich
- Harold Dahl
- Ed Dahler
- Quintin Dailey
- Samuel Dalembert
- Howie Dallmar
- Erick Dampier
- Louie Dampier
- Ed Dancker
- Bob Dandridge
- Antonio Daniels
- Erik Daniels
- Lloyd Daniels
- Marquis Daniels
- Mel Daniels
- Sasha Danilovic
- Adrian Dantley
- Mike D'Antoni
- Henry Darcey
- Jimmy Darden
- Oliver Darden
- Yinka Dare
- Jesse Dark
- Rick Darnell
- Jimmy Darrow
- Brad Daugherty
- Mack Daughtry
- Kornel David
- Bob Davies
- Antonio Davis
- Aubrey Davis
- Baron Davis
- Ben Davis
- Bob Davis
- Brad Davis
- Brian Davis
- Charles Davis
- Charlie Davis
- Dale Davis
- Dwight Davis
- Emanual Davis
- Harry Davis
- Hubert Davis
- James Davis
- Jim Davis
- Johnny Davis
- Josh Davis
- Lee Davis
- Mark Davis
- Mark Davis
- Mel Davis
- Michael Davis
- Mickey Davis
- Mike Davis
- Monti Davis
- Paul Davis
- Ralph Davis
- Ricky Davis
- Ron Davis
- Terry Davis
- Walter Davis
- Walter "Buddy" Davis
- Warren Davis
- William Davis
- Willie Davis
- Darryl Dawkins
- Johnny Dawkins
- Paul Dawkins
- Jamie Dawson
- Jimmy Dawson
- Tony Dawson
- Todd Day
- Darren Daye
- Greg Deane
- Billy Deangelis
- Les Deaton
- Rudy Debnar
- Dave DeBusschere
- Andrew DeClercq
- Don Dee
- Archie Dees
- Terry Dehere
- Pick Dehner
- Red Dehnert
- Bison Dele
- Carlos Delfino
- Tony Delk
- Vinny Del Negro
- Nate DeLong
- Fennis Dembo
- Harold Dembo
- Larry Demic
- Dell Demps
- George Dempsey
- Luol Deng
- Kenny Dennard
- Blaine Denning
- Randy Denton
- Joe Depre
- Rod Derline
- Dave Deutsch
- Bill DeVenzio
- Corky Devlin
- Hal Devoll
- Bob DeWeese
- Hank DeZonie
- Derrick Dial
- Boris Diaw
- Yakhouba Diawara
- Dan Dickau
- Kaniel Dickens
- Henry Dickerson
- Michael Dickerson
- Clyde Dickey
- Derrek Dickey
- Richard Dickey
- John Dickson
- Whitey Dienelt
- Travis Diener
- Connie Dierking
- Coby Dietrick
- Bob Dietz
- Ernie DiGregorio
- Craig Dill
- Duane Dillard
- Mickey Dillard
- Robert Dille
- John Dillon
- Byron Dinkins
- Jackie Dinkins
- Harry Dinnel
- Bill Dinwiddie
- Ike Diogu
- DeSagana Diop
- Terry Dischinger
- Fred Diute
- Vlade Divac
- Juan Dixon
- Aleksandar Djordjevic
- Earl Dodd
- Gus Doerner
- Michael Doleac
- Joseph Dolhon
- Bob Doll
- James Donaldson
- Bob Donham
- Billy Donovan
- Harry Donovan
- Keyon Dooling
- Jacky Dorsey
- Ron Dorsey
- Quincy Douby
- Bruce Douglas
- John Douglas
- Leon Douglas
- Sherman Douglas
- Sonny Dove
- Jerry Dover
- Duck Dowell
- Bill Downey
- Glynn Downey
- Steve Downing
- Dan Doyle
- Terry Dozier
- Greg Dreiling
- Bryce Drew
- John Drew
- Larry Drew
- Clyde Drexler
- Nate Driggers
- Terry Driscoll
- John Drish
- Bob Dro
- Predrag Drobnjak
- Ralph Drollinger
- Beryl Drummond
- Paul Ducharme
- Dick Duckett
- Kevin Duckworth
- Charles Dudley
- Chris Dudley
- Terry Duerod
- Bob Duffy
- Bob Duffy
- Jack Dugger
- Chris Duhon
- Walter Dukes
- Joe Dumars
- Rich Dumas
- Richard Dumas
- Tony Dumas
- Andrew Duncan
- Tim Duncan
- Mike Dunleavy, Jr.
- Mike Dunleavy, Sr.
- Pat Dunn
- T.R. Dunn
- Dave Dupee
- Ronald Dupree
- John Duren
- Jarrett Durham
- Pat Durham
- Bill Durkee
- Bill Durkin
- Devin Durrant
- Ken Durrett
- Dennis DuVal
- Jack Dwan
- Craig Dykema
- Eugene Dyker
- Bob Dykstra

## E
- Ledell Eackles
- Jim Eakins
- Acie Earl
- Ed Earle
- Mark Eaton
- Jerry Eaves
- Floyd Ebaugh
- Bill Ebben
- Al Eberhard
- Ndudi Ebi
- Roy Ebron
- Patrick Eddie
- Dwight Eddleman
- Thomas Eddleman
- Kenton Edelin
- Charlie Edge
- Bobby Edmonds
- Keith Edmonson
- Tyus Edney
- Bill Edwards
- Blue Edwards
- Corsley Edwards
- Doug Edwards
- Franklin Edwards
- Glen Edwards
- James Edwards
- Jay Edwards
- John Edwards
- Kevin Edwards
- Leroy Edwards
- Tommy Edwards
- Johnny Egan
- Lon Eggleston
- Eddie Ehlers
- Craig Ehlo
- Richard Eichhorst
- Howard Eisley
- Obinna Ekezie
- Khalid El-Amin
- Don Eliason
- Mario Elie
- Ray Ellefson
- Bob Elliot
- Denny Eliott
- Sean Elliott
- Bo Ellis
- Boo Ellis
- Dale Ellis
- Harold Ellis
- Joe Ellis
- LaPhonso Ellis
- LeRon Ellis
- Leroy Ellis
- Monta Ellis
- Pervis Ellison
- Len Elmore
- Don Elser
- Francisco Elson
- Darrell Elston
- Melvin Ely
- Wayne Embry
- Andre Emmett
- Ned Endress
- Warner Engdahl
- Chris Engler
- Wayne Englestad
- A.J. English
- Alex English
- Claude English
- Jo Jo English
- Scott English
- Gene Englund
- Charlie Epperson
- Ray Epps
- Ed Erban
- Bo Erias
- Keith Erickson
- Mike Ertel
- Julius Erving
- Evan Eschmeyer
- Jack Eskridge
- Vincenzo Esposito
- Billy Evans
- Brian Evans
- Dick Evans
- Earl Evans
- Hank Evans
- Maurice Evans
- Mike Evans
- Reggie Evans
- Robert Evans
- Byron Evard
- Daniel Ewing
- Patrick Ewing
- Ken Exel
- Johnny Ezersky

## F
- Joe Fabel
- John Fairchild
- Teddy Falda
- Phil Farbman
- Dick Farley
- Jordan Farmar
- Desmon Farmer
- Jim Farmer
- Mike Farmer
- Tony Farmer
- Bill Farrow
- Robert Faught
- Fred Fechtman
- Dave Fedor
- Bob Feerick
- Butch Feher
- Jamie Feick
- Ron Feiereisel
- George Feigenbaum
- Dave Feitl
- Noel Felix
- Ray Felix
- Raymond Felton
- Jake Fendley
- Bill Fenley
- Desmond Ferguson
- Eric Fernsten
- Al Ferrari
- Rolando Ferreira
- Duane Ferrell
- Arnie Ferrin
- Bob Ferry
- Danny Ferry
- Bobby Fields
- Kenny Fields
- Adam Filipczak
- Ron Filipek
- Greg Fillmore
- Larry Finch
- Hank Finkel
- Michael Finley
- Daniel Finn
- Matt Fish
- Derek Fisher
- Rick Fisher
- Gerald Fitch
- Wilson Fitts
- Richard Fitzgerald
- Robert Fitzgerald
- Marcus Fizer
- Jerry Fleishman
- Al Fleming
- Ed Fleming
- Vern Fleming
- Gordon Flick
- Luis Flores
- Bruce Flowers
- Sleepy Floyd
- Malachi Flynn
- Mike Flynn
- Larry Fogle
- Jack Foley
- Isaac Fontaine
- Levi Fontaine
- Alphonso Ford
- Alton Ford
- Bob Ford
- Chris Ford
- Don Ford
- Jake Ford
- Len Ford
- Phil Ford
- Sharrod Ford
- Sherell Ford
- T.J. Ford
- Donnie Forman
- Bayard Forrest
- Joseph Forte
- Ernie Fortney
- Danny Fortson
- Fred Foster
- Greg Foster
- Jeff Foster
- Jimmy Foster
- Rod Foster
- Antonis Fotsis
- Larry Foust
- Steve Fowdy
- Calvin Fowler
- Jerry Fowler
- Tremaine Fowlkes
- Harold Fox
- Jim Fox
- Rick Fox
- Wilbur Fox
- Randy Foye
- Adonal Foyle
- Richie Frahm
- Chet Francis
- Steve Francis
- Tellis Frank
- Nat Frankel
- Will Franklin
- Ron Franz
- Nick Frascella
- Walt Frazier
- Wilbert Frazier
- Anthony Frederick
- World B. Free
- Donnie Freeman
- Gary Freeman
- Rod Freeman
- Matt Freije
- Frido Frey
- Larry Friend
- Pat Frink
- Ted Fritsch
- James Fritsche
- Channing Frye
- Bernie Fryer
- Frank Fucarino
- Herm Fuetsch
- Joe Fulks
- Carl Fuller
- Hiram Fuller
- Homer Fuller
- Todd Fuller
- Tony Fuller
- Lawrence Funderburke
- Dick Furey
- Terry Furlow

## G
- Bill Gabor
- Dan Gadzuric
- Deng Gai
- Elmer Gainer
- Bill Gaines
- Corey Gaines
- David Gaines
- Reece Gaines
- Laddie Gale
- Mike Gale
- Chad Gallagher
- Harry Gallatin
- Lowell Galloway
- Dave Gambee
- Kevin Gamble
- Fred Gantt
- Robert Gantt
- Jorge Garbajosa
- Ruben Garces
- Alex Garcia
- Francisco Garcia
- Frank Garcia
- Ben Gardner
- Chuck Gardner
- Earl Gardner
- Kenny Gardner
- Vern Gardner
- Jack Garfinkel
- Gary Garland
- Winston Garland
- Dick Garmaker
- Bill Garner
- Chris Garner
- Bill Garnett
- Kevin Garnett
- Marlon Garnett
- Calvin Garrett
- Dean Garrett
- Dick Garrett
- Rowland Garrett
- Tom Garrick
- John Garris
- Kiwane Garris
- Pat Garrity
- James Garvin
- Pau Gasol
- Frank Gates
- Pop Gates
- Chris Gatling
- Kenny Gattison
- Bob Gauchat
- Rudy Gay
- Ed Gayda
- Andrew Gaze
- Reggie Geary
- Johnny Gee
- Matt Geiger
- Mickael Gelabale
- Hal Gensichen
- Devean George
- Jack George
- Tate George
- Gus Gerard
- Bob Gerber
- Derrick Gervin
- George Gervin
- Gorham Getchell
- John Gianelli
- Dick Gibbs
- Jim Gibbs
- John Gibbs
- Daniel Gibson
- Dee Gibson
- Mel Gibson
- Mike Gibson
- Ward Gibson
- Boody Gilbertson
- Frankie Gilhooley
- Eddie Gill
- Kendall Gill
- Ben Gillery
- Jack Gillespie
- Eugene Gillette
- Armon Gilliam
- Herm Gilliam
- Artis Gilmore
- Walt Gilmore
- Charles Gilmur
- Emanuel Ginóbili
- Hymie Ginsburg
- Gordan Giricek
- Jack Givens
- George Glamack
- Ed Glancy
- Gerald Glass
- Jim Glass
- Mike Glenn
- Norman Glick
- Georgi Glouchkov
- Clarence Glover
- Dion Glover
- Andreas Glyniadakis
- Mike Gminski
- Dan Godfread
- Pim Goff
- Tom Gola
- Ben Goldfaden
- Jackie Goldsmith
- Anthony Goldwire
- Ryan Gomes
- Glen Gondrezick
- Grant Gondrezick
- Drew Gooden
- Gail Goodrich
- Steve Goodrich
- Pop Goodwin
- Ben Gordon
- Lancaster Gordon
- Paul Gordon
- Leo Gottlieb
- Gerald Govan
- Bato Govedarica
- Joe Graboski
- Ricky Grace
- Moose Graf
- Fred Grafft
- Cal Graham
- Greg Graham
- Joey Graham
- Mal Graham
- Orlando Graham
- Otto Graham
- Paul Graham
- Stephen Graham
- Jim Grandholm
- Ron Grandison
- Danny Granger
- Stewart Granger
- Brian Grant
- Bud Grant
- Gary Grant
- Greg Grant
- Harvey Grant
- Horace Grant
- Josh Grant
- Paul Grant
- Travis Grant
- Don Grate
- Walter Grauman
- Butch Graves
- Cortez Gray
- Devin Gray
- Ed Gray
- Evric Gray
- Gary Gray
- Leonard Gray
- Stuart Gray
- Sylvester Gray
- Wyndol Gray
- Jeff Grayer
- Bob Greacen
- A.C. Green
- Devin Green
- Draymond Green
- JaMychal Green
- Johnny Green
- Gerald Green
- Ken Green
- Kenny Green
- Lamar Green
- Litterial Green
- Luther Green
- Mike Green
- Rickey Green
- Sean Green
- Sidney Green
- Sihugo Green
- Steve Green
- Tommy Green
- Willie Green
- Orien Greene
- Jerry Greenspan
- David Greenwood
- Hal Greer
- Lynn Greer
- Gary Gregor
- Claude Gregory
- John Greig
- Norman Grekin
- Al Grennert
- Kevin Grevey
- Dennis Grey
- Adrian Griffin
- Eddie Griffin
- Greg Griffin
- Paul Griffin
- Darrell Griffith
- Ken Griffith
- Charles Grigsby
- Derek Grimm
- George Grimshaw
- Dick Groat
- Bob Gross
- Mike Grosso
- Art Grove
- Alex Groza
- Dick Grubar
- Anthony Grundy
- Ace Gruenig
- Ernie Grunfeld
- Nick Grunzweig
- Gene Guarilia
- Petur Gudmundsson
- Richie Guerin
- Tom Gugliotta
- Andres Guibert
- Jay Guidinger
- Ken Gunning
- Coulby Gunther
- Dave Gunther
- Al Guokas
- Matt Guokas
- Matt Guokas, Sr.
- A.J. Guyton

## H
- Ha Seung-Jin
- Bill Haarlow
- Rudy Hackett
- Jim Hadnot
- Scott Haffner
- Cliff Hagan
- Glenn Hagan
- Tom Hagan
- Robert Hahn
- George Haines
- Warren Hair
- Al Hairston
- Happy Hairston
- Lindsay Hairston
- Marcus Haislip
- Chick Halbert
- Swede Halbrook
- Bruce Hale
- Hal Hale
- Jack Haley
- Shaler Halimon
- Jeff Halliburton
- Darvin Ham
- Ray Hamann
- Steve Hamer
- Dale Hamilton
- Dennis Hamilton
- Joe Hamilton
- Ralph Hamilton
- Richard Hamilton
- Roylee Hamilton
- Steve Hamilton
- Tang Hamilton
- Thomas Hamilton
- Zendon Hamilton
- Geert Hammink
- Julian Hammond
- Tom Hammonds
- Joe Hamood
- Roderick Hampton
- Darrin Hancock
- Ben Handlogten
- Cecil Hankins
- Phil Hankinson
- Alex Hannum
- Don Hanrahan
- Rollen Hans
- Bob Hansen
- Glenn Hansen
- Lars Hansen
- Travis Hansen
- Bob Hanshaw
- Reggie Hanson
- Bill Hanzlik
- Bill Hapac
- Penny Hardaway
- Tim Hardaway
- Reggie Harding
- Charles Hardnett
- Alan Hardy
- Darrell Hardy
- James Hardy
- Ira Harge
- John Hargis
- Jerry Harkness
- Skip Harlicka
- Jerome Harmon
- Derek Harper
- Mike Harper
- Ron Harper
- Matt Harpring
- Adam Harrington
- Al Harrington
- Lorinza Harrington
- Othella Harrington
- Art Harris
- Bernard Harris
- Billy Harris
- Chris Harris
- Devin Harris
- Lucious Harris
- Luther Harris
- Robert Harris
- Steve Harris
- Tony Harris
- Bob Harrison
- David Harrison
- Jason Hart
- Huck Hartman
- Antonio Harvey
- Don Harvey
- Donnell Harvey
- Nick Hashu
- Scott Haskin
- Clem Haskins
- Udonis Haslem
- Trenton Hassell
- Billy Hassett
- Joey Hassett
- Bob Hassmiller
- Scott Hastings
- Kirk Haston
- Vern Hatton
- John Havlicek
- Steve Hawes
- Connie Hawkins
- Earl Hawkins
- Hersey Hawkins
- Juaquin Hawkins
- Marshall Hawkins
- Michael Hawkins
- Robert Hawkins
- Tom Hawkins
- Chuck Hawley
- Nate Hawthorne
- Chuck Hayes
- Elvin Hayes
- Jarvis Hayes
- Jim Hayes
- Ray Hayes
- Steve Hayes
- Brendan Haywood
- Spencer Haywood
- John Hazen
- Walt Hazzard
- Luther Head
- Shane Heal
- Brian Heaney
- Gar Heard
- Pete Hecomovich
- Herm Hedderick
- Alvin Heggs
- Tom Heinsohn
- Dickie Hemric
- Alan Henderson
- Cedric Henderson
- Cedric Henderson
- Curt Henderson
- David Henderson
- Gerald Henderson
- J.R. Henderson
- Jerome Henderson
- Kevin Henderson
- Tom Henderson
- Mark Hendrickson
- Larry Hennessy
- Don Henricksen
- Al Henry
- Bill Henry
- Carl Henry
- Conner Henry
- Skeeter Henry
- Steve Henson
- Charles Hentz
- Paul Herman
- William Herman
- Kleggie Hermsen
- Chris Herren
- Carl Herrera
- Walter Herrmann
- Keith Herron
- Sidney Hertzberg
- George Hesik
- Dan Hester
- Fred Hetzel
- Bill Hewitt
- Jack Hewson
- Art Heyman
- Nat Hickey
- Phil Hicks
- Bill Higgins
- Earle Higgins
- Jim Higgins
- Mike Higgins
- Rod Higgins
- Sean Higgins
- Kenny Higgs
- Johnny High
- Wayne Hightower
- Jim Hilgemann
- Armond Hill
- Cleo Hill
- Gary Hill
- Grant Hill
- Mort Hill
- Simmie Hill
- Tyrone Hill
- Arthur Hillhouse
- Darnell Hillman
- Fred Hilton
- Kirk Hinrich
- Roy Hinson
- Pat Hintz
- Mel Hirsch
- Lew Hitch
- Robert Hite
- Joel Hitt
- Donald Hodge
- Julius Hodge
- Craig Hodges
- Charles Hoefer
- Johnny Hoekstra
- Howie Hoffman
- Paul Hoffman
- George Hogan
- Bob Hogsett
- Paul Hogue
- Fred Hoiberg
- Douglas Holcomb
- Randy Holcomb
- Bill Holland
- Brad Holland
- Joe Holland
- Wilbur Holland
- Lionel Hollins
- Essie Hollis
- Bobby Holm
- Denny Holman
- Ife Holmes
- James Holstein
- A.W. Holt
- Mike Holton
- Richard Holub
- Joe Holup
- Red Holzman
- Jim Homer
- Jerald Honeycutt
- Derek Hood
- Bob Hooper
- Carroll Hooser
- Tom Hoover
- Bob Hopkins
- Dave Hoppen
- Dennis Hopson
- John Horan
- Cedrick Hordges
- Tito Horford
- Ron Horn
- Jeff Hornacek
- Robert Horry
- Ed Horton
- Bill Hosket
- Bill Hosket Sr.
- Bob Houbregs
- Eddie House
- Allan Houston
- Byron Houston
- Tom Hovasse
- Brian Howard
- Dwight Howard
- Greg Howard
- Josh Howard
- Juwan Howard
- Mo Howard
- Otis Howard
- Stephen Howard
- Bailey Howell
- Phil Hubbard
- Robert Hubbard
- Lee Huber
- Lou Hudson
- Roosie Hudson
- Troy Hudson
- Marv Huffman
- Nate Huffman
- Vern Huffman
- Alfredrick Hughes
- Eddie Hughes
- Kim Hughes
- Larry Hughes
- Rick Hughes
- Harold Hull
- John Hummer
- Ryan Humphrey
- Jay Humphries
- Kris Humphries
- Hot Rod Hundley
- Brandon Hunter
- Cedric Hunter
- Les Hunter
- Lindsey Hunter
- Steven Hunter
- Bobby Hurley
- Roy Hurley
- Geoff Huston
- Paul Huston
- Hal Hutcheson
- Dar Hutchins
- Mel Hutchins
- Herbie Hutchison
- Joseph Hutton
- Art Hyatt
- Greg Hyder

## I
- Marc Iavaroni
- Andre Iguodala
- Zydrunas Ilgauskas
- Mile Ilic
- Ersan Ilyasova
- Darrall Imhoff
- Tom Ingelsby
- McCoy Ingram
- Ervin Inniger
- Byron Irvin
- George Irvine
- John Isaacs
- Dan Issel
- Mike Iuzzolino
- Allen Iverson
- Willie Iverson
- Royal Ivey
- Elvin Ivory

## J
- Warren Jabali
- George Jablonsky
- Jarrett Jack
- Al Jackson
- Anthony Jackson
- Bobby Jackson
- Greg Jackson
- Jaren Jackson
- Jermaine Jackson
- Jim Jackson
- Lucious Jackson
- Luke Jackson
- Marc Jackson
- Mark Jackson
- Mervin Jackson
- Michael Jackson
- Mike Jackson
- Myron Jackson
- Phil Jackson
- Ralph Jackson
- Randell Jackson
- Stan Jackson
- Stanley Jackson
- Stephen Jackson
- Tony Jackson
- Tracy Jackson
- Wardell Jackson
- Fred Jacobs
- Casey Jacobsen
- Sam Jacobson
- Stub Jacobson
- Lou Jagnow
- Dave Jamerson
- Aaron James
- Billy James
- Gene James
- Henry James
- Jerome James
- LeBron James
- Mike James
- Tim James
- Antawn Jamison
- Harold Jamison
- John Janisch
- Howie Janotta
- Marko Jaric
- Tony Jaros
- Jim Jarvis
- Sarunas Jasikevicius
- Buddy Jeannette
- Abdul Jeelani
- Chris Jefferies
- Al Jefferson
- Richard Jefferson
- Jared Jeffries
- Horace Jenkins
- Jack Jennings
- Keith Jennings
- Chris Jent
- Les Jepsen
- Bill Jesko
- Hal Jeter
- Charlie Joachim
- Britton Johnsen
- Al Johnson
- Alexander Johnson
- Amir Johnson
- Andy Johnson
- Anthony Johnson
- Arnie Johnson
- Avery Johnson
- Boag Johnson
- Bob Johnson
- Buck Johnson
- Charles Johnson
- Clay Johnson
- Clemon Johnson
- Darryl Johnson
- Dave Johnson
- DeMarco Johnson
- Dennis Johnson
- DerMarr Johnson
- Earvin "Magic" Johnson
- Ed Johnson
- Eddie Johnson
- Edward "Fast Eddie" Johnson
- Elmer Johnson
- Eric Johnson
- Ervin Johnson
- Frank Johnson
- George Johnson
- George Johnson
- George Johnson
- Gus Johnson
- Harold Johnson
- Joe Johnson
- John Johnson
- Kannard Johnson
- Ken Johnson
- Ken Johnson
- Kevin Johnson
- Larry Johnson
- Larry Johnson
- Lee Johnson
- Linton Johnson
- Lynbert Johnson
- Mally Johnson
- Marques Johnson
- Mickey Johnson
- Neil Johnson
- Ollie Johnson
- Reggie Johnson
- Rich Johnson
- Ron Johnson
- Splinter Johnson
- Steffond Johnson
- Steve Johnson
- Stew Johnson
- Vinnie Johnson
- Nate Johnston
- Neil Johnston
- Jim Johnstone
- Howie Jolliff
- Alvin Jones
- Anthony Jones
- Askia Jones
- Bill Jones
- Bill Jones
- Bobby Jones
- Bobby Jones
- Caldwell Jones
- Casey Jones
- Charles Jones
- Charles Jones
- Charles R. Jones
- Collis Jones
- Dahntay Jones
- Damon Jones
- Dontae' Jones
- Dwayne Jones
- Dwight Jones
- Earl Jones
- Eddie Jones
- Edgar Jones
- Fred Jones
- Jake Jones
- James Jones
- Jimmy Jones
- Johnny Jones
- Jumaine Jones
- K. C. Jones
- Larry Jones
- Major Jones
- Mark Jones
- Mark Jones
- Nick Jones
- Ozell Jones
- Rich Jones
- Robin Jones
- Ronald "Popeye" Jones
- Sam Jones
- Shelton Jones
- Solomon Jones
- Steve Jones
- Wah Wah Jones
- Wali Jones
- Wil Jones
- Willie Jones
- Willie Jones
- Adonis Jordan
- Charles Jordan
- DeAndre Jordan
- Eddie Jordan
- Ken Jordan
- Michael Jordan
- Reggie Jordan
- Thomas Jordan
- Walter Jordan
- Phil Jordon
- Johnny Jorgensen
- Noble Jorgensen
- Roger Jorgensen
- Garth Joseph
- Yvon Joseph
- Jimmy Joyce
- Kevin Joyce
- Harry Joyner
- Jeff Judkins
- Paul Juntunen

## K
- Whitey Kachan
- George Kaftan
- Ed Kalafat
- Chris Kaman
- Ralph Kaplowitz
- Jason Kapono
- Tony Kappen
- George Karl
- Tony Kaseta
- Mario Kasun
- Leo Katkaveck
- Bob Kauffman
- Wibs Kautz
- Clarence Kea
- Michael Kearns
- Tom Kearns
- Adam Keefe
- Harold Keeling
- Billy Keller
- Gary Keller
- Jack Keller
- Kenneth Keller
- Rich Kelley
- Clark Kellogg
- Arvesta Kelly
- Gerald Kelly
- Tom Kelly
- Tony Keller
- Greg Kelser
- Ben Kelso
- Shawn Kemp
- Tim Kempton
- Frank Kendrick
- Bill Kennedy
- Eugene Kennedy
- Joe Kennedy
- Larry Kenney
- Larry Kenon
- Bill Kenville
- Jonathan Kerner
- Johnny Kerr
- Steve Kerr
- Jack Kerris
- Jerome Kersey
- Tom Kerwin
- Alec Kessler
- Bob Kessler
- Paul Kessy
- Lari Ketner
- Julius Keye
- Randolph Keys
- Jason Kidd
- Warren Kidd
- Irv Kiffin
- Jack Kiley
- Earnie Killum
- Carl Kilpatrick
- Toby Kimball
- Bo Kimble
- Stan Kimbrough
- Chad Kinch
- Albert King
- Bernard King
- Chris King
- Daniel King
- Dolly King
- Frankie King
- George King
- Gerard King
- Jim King
- Jimmy King
- Leroy King
- Loyd King
- Maurice King
- Reggie King
- Rich King
- Ron King
- Stacey King
- Thomas King
- Willie King
- Bob Kinney
- Joe Kinney
- Tarance Kinsey
- Andrej Kirilenko
- Walt Kirk
- Wilbur Kirkland
- Jim Kissane
- Doug Kistler
- Curtis Kitchen
- Greg Kite
- Bob Kitterman
- Kerry Kittles
- Dick Klein
- Joe Kleine
- Linas Kleiza
- Leo Klier
- Herman Klotz
- Duane Klueh
- Lonnie Kluttz
- Billy Knight
- Brandin Knight
- Brevin Knight
- Negele Knight
- Robert Knight
- Ron Knight
- Toby Knight
- Travis Knight
- Buzz Knoblauch
- Lee Knorek
- Richard Knostman
- Rod Knowles
- Bart Kofoed
- Don Kojis
- Eddie Kolar
- Otto Kolar
- Bill Komenich
- Milo Komenich
- Howie Komives
- Jon Koncak
- Tom Kondla
- Bud Koper
- Joe Kopicki
- Frank Kornet
- Yaroslav Korolev
- Hal Korovin
- Kyle Korver
- Tony Koski
- Len Kosmalski
- Andrew Kostecka
- Harold Kottman
- John Kotz
- Tom Kozelko
- Ron Kozlicki
- Vic Krafft
- Barry Kramer
- Bob Kramer
- David Kramer
- Joel Kramer
- Steve Kramer
- Daniel Kraus
- Herbert Krautblatt
- Jim Krebs
- Wayne Kreklow
- Tommy Kron
- Tom Kropp
- Nenad Krstic
- Joe Kruse
- Larry Krystkowiak
- Ray Krzoska
- Steve Kuberski
- Leo Kubiak
- Vito Kubilus
- Les Kublic
- Bruce Kuczenski
- Frank Kudelka
- John Kuester
- Ray Kuka
- Toni Kukoč
- Kevin Kunnert
- Terry Kunze
- Mitch Kupchak
- C.J. Kupec
- Ibrahim Kutluay
- Ed Kweller

## L
- Reggie Lacefield
- Sam Lacey
- Bob Lackey
- Fred Lacour
- Edgar Lacy
- Wendell Ladner
- Christian Laettner
- Raef LaFrentz
- Tom LaGarde
- Bill Laimbeer
- Nick Lalich
- Pete Lalich
- Gene Lalley
- Bo Lamar
- John Lambert
- Buck Lamme
- Jeff Lamp
- Maciej Lampe
- Jim Lampley
- Sean Lampley
- Mark Landsberger
- Bill Lane
- Jerome Lane
- Andrew Lang
- Antonio Lang
- James Lang
- Trajan Langdon
- Dick Lange
- Dan Langhi
- Bob Lanier
- Stu Lantz
- York Larese
- Rusty LaRue
- Rudy LaRusso
- John Laskowski
- Dave Latter
- Dave Lattin
- Priest Lauderdale
- Bill Laughlin
- Rich Laurel
- Harry Laurie
- Walt Lautenbach
- Rube Lautenschlager
- Tony Lavelli
- Robert Lavoy
- Edmund Lawrence
- Tom Lawry
- Jason Lawson
- Mo Layton
- Manny Leaks
- Hal Lear
- Allen Leavell
- Jeff Lebo
- Eric Leckner
- Alfred Lee
- Clyde Lee
- Dave Lee
- David Lee
- Dick Lee
- Doug Lee
- George Lee
- Greg Lee
- Keith Lee
- Kurk Lee
- Rock Lee
- Ron Lee
- Russell Lee
- Edward Leede
- Sew Leeka
- Henry Lefkowitz
- Tim Legler
- George Lehmann
- Voshon Lenard
- Johnny Lenhart
- Leary Lentz
- Gary Leonard
- Slick Leonard
- Jim Les
- Ronnie Lester
- Clifford Lett
- Andrew Levane
- Fat Lever
- Sid Levine
- Cliff Levingston
- Ed Lewinski
- Bobby Lewis
- Cedric Lewis
- Fred Lewis
- Freddie Lewis
- Garmon Lewis
- Grady Lewis
- Martin Lewis
- Mike Lewis
- Quincy Lewis
- Ralph Lewis
- Rashard Lewis
- Reggie Lewis
- Marcus Liberty
- Todd Lichti
- Sam Lieberman
- Barry Liebowitz
- Bill Ligon
- Jim Ligon
- Carl Lillage
- Bud Lindberg
- Steve Lingenfelter
- Leroy Lins
- Frank Linskey
- Alton Lister
- Sam Little
- Gene Littles
- Randy Livingston
- Shaun Livingston
- Ron Livingstone
- Horacio Llamas
- Bill Lloyd
- Bob Lloyd
- Chuck Lloyd
- Earl Lloyd
- Lewis Lloyd
- Scott Lloyd
- Riney Lochmann
- Robert Lochmueller
- Rob Lock
- Darrell Lockhart
- Ian Lockhart
- Kevin Loder
- Don Lofgran
- Henry Logan
- Johnny Logan
- Brad Lohaus
- Art Long
- Grant Long
- John Long
- Paul Long
- Willie Long
- Luc Longley
- Slim Lonsdorf
- Felipe Lopez
- Raul Lopez
- Del Loranger
- Joe Lord
- Gene Lorenzo
- Ryan Lorthridge
- Jim Loscutoff
- Kevin Loughery
- Plummer Lott
- Sam Loucks
- Kevin Loughery
- Bob Love
- Stan Love
- Clyde Lovellette
- Sidney Lowe
- Charlie Lowery
- Kyle Lowry
- Bobby Lowther
- Carl Loyd
- Al Lucas
- Jerry Lucas
- John Lucas
- John Lucas III
- Maurice Lucas
- Ted Luckenbill
- Tyronn Lue
- James Luisi
- Al Lujack
- Phil Lumpkin
- Ray Lumpp
- R.B. Lynam
- George Lynch
- Kevin Lynch
- Lonnie Lynn
- Mike Lynn
- Bob Lytle

## M
- Mike Macaluso
- Ed Macauley
- Todd MacCulloch
- Ron MacGilvray
- Arvydas Macijauskas
- Oliver Mack
- Sam Mack
- Malcolm Mackey
- Rudy Macklin
- John Macknowski
- Don MacLean
- Bob MacLeod
- Mark Macon
- Kyle Macy
- Jack Maddox
- Tito Maddox
- Gerald Madkins
- Mark Madsen
- Norman Mager
- Corey Maggette
- Dave Magley
- Jamaal Magloire
- Randolph Mahaffey
- John Mahnken
- Brian Mahoney
- Francis Mahoney
- Rick Mahorn
- Dan Majerle
- Paul Maki
- Red Malackany
- Lionel Malamed
- Eddie Malanowicz
- Johnny Malokas
- Jeff Malone
- Karl Malone
- Moses Malone
- Matt Maloney
- Steve Malovic
- Mike Maloy
- Ted Manakas
- John Mandic
- Frank Mangiapane
- Danny Manning
- Ed Manning
- Guy Manning
- Rich Manning
- Pace Mannion
- Nick Mantis
- Pete Maravich
- Press Maravich
- Roy Marble
- Stephon Marbury
- Sarunas Marciulionis
- Saul Mariaschin
- Jack Marin
- Shawn Marion
- Damir Markota
- Sean Marks
- Harvey Marlatt
- Jim Marsh
- Rickey Marsh
- Donny Marshall
- Donyell Marshall
- Rawle Marshall
- Tom Marshall
- Vester Marshall
- Bill Martin
- Bob Martin
- Brian Martin
- Cuonzo Martin
- Darrick Martin
- Don Martin
- Fernando Martin
- Jeff Martin
- Kenyon Martin
- Kevin Martin
- LaRue Martin
- Maurice Martin
- Philip Martin
- Slater Martin
- Whitey Martin
- Jamal Mashburn
- Al Masino
- Anthony Mason
- Desmond Mason
- Joel Mason
- Roger Mason Jr.
- Tony Massenburg
- Eddie Mast
- John Mathis
- Wes Matthews
- Ariel Maughan
- Frank Maury
- Marlon Maxey
- Tyrese Maxey
- Jason Maxiell
- Cedric Maxwell
- Vernon Maxwell
- Don May
- Scott May
- Sean May
- Lee Mayberry
- Clyde Mayes
- Tharon Mayes
- Bill Mayfield
- Kenny Mayfield
- Travis Mays
- Matthew Mazza
- DJ Mbenga
- Johnny McAdams
- Bob McAdoo
- Kenneth McBride
- Bill McCahan
- Bob McCann
- Brendan McCann
- Mel McCants
- Rashad McCants
- Mike McCarron
- Andre McCarter
- Willie McCarter
- Johnny McCarthy
- Howie McCarty
- Kelly McCarty
- Walter McCarty
- Amal McCaskill
- Dwayne McClain
- Ted McClain
- Dan McClintock
- Jack McCloskey
- George McCloud
- Gordon McComb
- John McConathy
- Keith McCord
- Tim McCormick
- Jelani McCoy
- Paul McCracken
- Chris McCray
- Rodney McCray
- Scooter McCray
- John McCullough
- Clint McDaniel
- Xavier McDaniel
- Jaden McDaniels
- Jim McDaniels
- Bobby McDermott
- Ben McDonald
- Bill McDonald
- Glenn McDonald
- Michael McDonald
- Roderick McDonald
- Hank McDowell
- Antonio McDyess
- Bob McElliot
- Jim McElroy
- Pat McFarland
- Ivan McFarlin
- Mel McGaha
- Mike McGee
- Bill McGill
- George McGinnis
- Jon McGlocklin
- Vince McGowan
- Tracy McGrady
- Gil McGregor
- Elton McGriff
- Al McGuire
- Allie McGuire
- Dick McGuire
- Kevin McHale
- Maurice McHartley
- Jim McIlvaine
- Jeff McInnis
- Kennedy McIntosh
- Kevin McKenna
- Forrest McKenzie
- Stan McKenzie
- Derrick McKey
- Aaron McKie
- Billy McKinney
- Bones McKinney
- Carlton McKinney
- McCoy McLemore
- George McLeod
- Keith McLeod
- Roshown McLeod
- Curt McMahon
- Jack McMahon
- Mike McMichael
- Nate McMillan
- Tom McMillen
- Jim McMillian
- Shellie McMillon
- Malcolm McMullan
- Chester McNabb
- Mark McNamara
- Joseph McNamee
- Chris McNealy
- Bob McNeill
- Larry McNeill
- Carl McNulty
- Paul McPherson
- Roy McPipe
- Cozell McQueen
- Thales McReynolds
- Eric McWilliams
- Dean Mealy
- George Mearns
- Gene Mechling
- Slava Medvedenko
- Darnell Mee
- Chick Meehan
- Cliff Meely
- Scott Meents
- Bernie Mehen
- Richard Mehen
- Don Meineke
- Carl Meinhold
- Frank Mekules
- Bill Melchionni
- Gary Melchionni
- Dean Meminger
- Chuck Mencel
- John Mengelt
- Mengke Bateer
- Ken Menke
- Pops Mensah-Bonsu
- Dewitt Menyard
- Ron Mercer
- Joe Meriweather
- Porter Meriweather
- Tom Meschery
- Big Moose Meyer
- Bill Meyer
- Little Moose Meyer
- Loren Meyer
- Tom Meyer
- Dave Meyers
- Ward Meyers
- Stan Miasek
- Larry Micheaux
- Ted Migdal
- Red Mihalik
- Chris Mihm
- Ed Mikan
- George Mikan
- Larry Mikan
- Vern Mikkelsen
- Al Miksis
- Aaron Miles
- C. J. Miles
- Darius Miles
- Eddie Miles
- Marko Milic
- Darko Milicic
- Nathan Militzok
- Ed Milkovich
- Andre Miller
- Anthony Miller
- Bob Miller
- Brad Miller
- Dick Miller
- Edwin Miller
- Harry Miller
- Jay Miller
- Larry Miller
- Mike Miller
- Oliver Miller
- Reggie Miller
- Walt Miller
- William Miller
- Chris Mills
- Ed Mills
- Jack Mills
- John Mills
- Terry Mills
- Paul Millsap
- Harold Miner
- Dirk Minniefield
- Dave Minor
- Greg Minor
- Mark Minor
- Wataru Misaka
- Jason Miskiri
- Guy Mitchell
- Leland Mitchell
- Mike Mitchell
- Murray Mitchell
- Sam Mitchell
- Todd Mitchell
- Steve Mix
- Bill Mlkvy
- Cuttino Mobley
- Eric Mobley
- Doug Moe
- Ed Moeller
- Larry Moffett
- Leo Mogus
- Nazr Mohammed
- Johnny Moir
- John Moiseichik
- Jérome Moïso
- Paul Mokeski
- Jack Molinas
- Wayne Molis
- Sidney Moncrief
- Eric Money
- Sergei Monia
- Earl Monroe
- Rodney Monroe
- Howard Montgomery
- Jim Montgomery
- Eric Montross
- Bud Moodler
- Jim Mooney
- Andre Moore
- Dudley Moore
- Gene Moore
- Jack Moore
- Johnny Moore
- Larry Moore
- Lowes Moore
- Mikki Moore
- Otto Moore
- Ron Moore
- Tracy Moore
- Jackie Moreland
- Dale Morey
- Guy Morgan
- Rex Morgan
- Elmore Morgenthaler
- Darren Morningstar
- Chris Morris
- Isaiah Morris
- Max Morris
- Terence Morris
- Adam Morrison
- Emmett Morrison
- John Morrison
- Mike Morrison
- Red Morrison
- George Morse
- Ray Morstadt
- Dwayne Morton
- John Morton
- Richard Morton
- Al Moschetti
- Glen Mosley
- Perry Moss
- Lawrence Moten
- Hanno Mottola
- Pete Mount
- Rick Mount
- Alonzo Mourning
- Charles Mrazovich
- Erwin Mueller
- Tex Mueller
- Joe Mullaney
- Ed Mullen
- Robert Mullens
- Chris Mullin
- Jeff Mullins
- Bob Mulvihill
- Todd Mundt
- Chris Munk
- George Munroe
- Eric Murdock
- Gheorghe Muresan
- Allen Murphy
- Calvin Murphy
- Dick Murphy
- Jay Murphy
- Ronnie Murphy
- Tod Murphy
- Troy Murphy
- Kenneth Murray
- Lamond Murray
- Ronald Murray
- Tracy Murray
- Willie Murrell
- Dorie Murrey
- Angelo Musi
- Jerrod Mustaf
- Dikembe Mutombo
- Martin Müürsepp
- Pete Myers

## N
- Makhtar N'Diaye
- Mamadou N'Diaye
- Boniface N'Dong
- Robert Naber
- Boštjan Nachbar
- Jerry Nagel
- Jake Nagode
- Fritz Nagy
- Lee Nailon
- Eduardo Nájera
- Larry Nance
- Paul Napolitano
- Bob Nash
- Cotton Nash
- Steve Nash
- Swen Nater
- Howard Nathan
- Calvin Natt
- Kenny Natt
- Willie Naulls
- Craig Neal
- Jim Neal
- Lloyd Neal
- Ed Nealy
- Lyle Neat
- Al Negratti
- George Nelmark
- Barry Nelson
- Don Nelson
- Jameer Nelson
- Louie Nelson
- Ron Nelson
- Ruben Nembhard
- Dick Nemelka
- Nene
- Tyrone Nesby
- Martin Nessley
- Radoslav Nesterovič
- Bob Netolicky
- Bobby Neu
- Johnny Neumann
- Paul Neumann
- Chuck Nevitt
- Melvin Newbern
- Ivano Newbill
- Ira Newble
- Mike Newlin
- Johnny Newman
- Dave Newmark
- Bill Newton
- Jack Nichols
- Oren Nichols
- Gaylon Nickerson
- Carl Nicks
- Rich Niemann
- Richard Niemiera
- Mike Niles
- Kurt Nimphius
- Fred Nimz
- Tommy Nisbet
- Dyron Nix
- Norm Nixon
- Zeke Nnaji
- Chuck Noble
- Andres Nocioni
- David Noel
- Paul Noel
- James Nolan
- Paul Nolen
- Jeff Nordgaard
- Bob Nordmann
- Irv Noren
- John Norlander
- Coniel Norman
- Ken Norman
- Audie Norris
- Moochie Norris
- Sylvester Norris
- Woody Norris
- Willie Norwood
- George Nostrand
- Stan Noszka
- Mike Novak
- Steve Novak
- John Novotny
- Paul Nowak
- Mel Nowell
- Dirk Nowitzki
- Bob Nugent
- Dennis Nutt
- Julius Nwosu

## O
- Charles O'Bannon
- Ed O'Bannon
- John O'Boyle
- Jim O'Brien
- Jim O'Brien
- John O'Brien
- Ralph O'Brien
- Robert O'Brien
- Tommy O'Brien
- Patrick O'Bryant
- Dermie O'Connell
- Connie O'Conner
- Andrew O'Donnell
- Jim O'Donnell
- Neil O'Donnell
- Buddy O'Grady
- Francis O'Hanlon
- Richard O'Keefe
- Thomas O'Keefe
- Hank O'Keeffe
- Mike O'Koren
- Grady O'Malley
- Jermaine O'Neal
- Shaquille O'Neal
- Michael O'Neill
- Bud O'Rourke
- Bob O'Shaughnessy
- Kevin O'Shea
- Garland O'Shields
- Dan O'Sullivan
- Tom O'Toole
- Charles Oakley
- Red Oberbruner
- Jack Oberst
- Fabricio Oberto
- Russ Ochsenhirt
- Lamar Odom
- Bud Ogden
- Ralph Ogden
- Alan Ogg
- Don Ohl
- Emeka Okafor
- Mehmet Okur
- Hakeem Olajuwon
- Mark Olberding
- Jawann Oldham
- John Oldham
- Frank Oleynick
- John Olive
- Brian Oliver
- Dean Oliver
- Jimmy Oliver
- Vince Oliver
- Kevin Ollie
- Gene Ollrich
- Michael Olowokandi
- Bud Olsen
- Jim Olsen
- Sonny Olsen
- Bernie Opper
- Eddie Oram
- Barry Orms
- Johnny Orr
- Johnny Orr
- Louis Orr
- Jose Ortiz
- Charles Osbourne
- Leo Osiewalski
- Wally Osterkorn
- Greg Ostertag
- Matt Othick
- Don Otten
- Mac Otten
- Frank Otway
- Bo Outlaw
- Travis Outlaw
- Claude Overton
- Doug Overton
- Jack Owan
- Andre Owens
- Billy Owens
- Chris Owens
- Eddie Owens
- James Owens
- Jim Owens
- Keith Owens
- Tom Owens
- Ray Owes
- Olumide Oyedeji
- Jack Ozburn

## P
- Joe Pace
- Robert Pack
- Wayne Pack
- Gerald Paddio
- Scott Padgett
- Dana Pagett
- Fred Paine
- Milt Palacio
- Togo Palazzi
- Errol Palmer
- Jim Palmer
- John S. Palmer
- Walter Palmer
- Andy Panko
- Jannero Pargo
- Easy Parham
- Robert Parish
- Medford Park
- Anthony Parker
- Smush Parker
- Sonny Parker
- Tony Parker
- Barry Parkhill
- Jack Parkinson
- Charley Parks
- Cherokee Parks
- Rich Parks
- Jack Parr
- Doyle Parrack
- Ed Parry
- Charlie Parsley
- Bob Parsons
- Pete Pasco
- Žarko Paspalj
- Martin Passaglia
- George Pastushok
- Joe Patanelli
- Myles Patrick
- Stan Patrick
- Zaza Patsjoelia
- Andre Patterson
- George Patterson
- Ray Patterson
- Ruben Patterson
- Steve Patterson
- Tom Patterson
- Worthy Patterson
- Chris Paul
- Charlie Paulk
- Gerald Paulson
- Billy Paultz
- Aleksandar Pavlović
- Johnny Pawk
- Jim Paxson
- Jim Paxson, Sr.
- John Paxson
- John Payak
- Kenny Payne
- Tom Payne
- Gary Payton
- Mel Payton
- George Pearcy
- Henry Pearcy
- Willy Peck
- Pete Pederson
- Richard Peek
- Anthony Peeler
- George Peeples
- Jack Pelkington
- Sam Pellom
- Mike Penberthy
- Jerry Pender
- Desmond Penigar
- Kirk Penney
- Mike Peplowski
- Will Perdue
- Bill Perigo
- Kendrick Perkins
- Sam Perkins
- Warren Perkins
- Aulcie Perry
- Charles Perry
- Curtis Perry
- Elliot Perry
- Ron Perry
- Tim Perry
- Chuck Person
- Wesley Person
- Jim Petersen
- Loy Petersen
- Ed Peterson
- Mel Peterson
- Morris Peterson
- Robert Peterson
- Geoff Petrie
- Johan Petro
- Dražen Petrović
- Richard Petruska
- Bob Pettit
- Jerry Pettway
- Tony Peyton
- Squint Phares
- Roger Phegley
- Jack Phelan
- Jim Phelan
- Derrick Phelps
- Michael Phelps
- Andy Phillip
- Bob Phillips
- Eddie Phillips
- Gary Phillips
- Gene Phillips
- Willie Phillips
- Bobby Phills
- Jack Piana
- Eric Piatkowski
- Walt Piatkowski
- Paul Pierce
- Ricky Pierce
- Stan Pietkiewicz
- Mickaël Piétrus
- John Pilch
- Ed Pinckney
- John Pinone
- Dave Piontek
- Tom Piotrowski
- Scottie Pippen
- Charles Pittman
- Woody Pitzer
- Eric Plahna
- Zoran Planinić
- Gary Plummer
- Pavel Podkolzin
- Dwayne Polee
- Jim Pollard
- Scot Pollard
- Ralph Polson
- Olden Polynice
- John Poncar
- Cliff Pondexter
- David Pope
- Mark Pope
- Dave Popson
- Ben Poquette
- Chris Porter
- Howard Porter
- Kevin Porter
- Terry Porter
- Willie Porter
- Bob Portman
- Johnny Posewitz
- Scoop Posewitz
- James Posey
- Lou Possner
- Lavor Postell
- John Postley
- Vitaly Potapenko
- Leon Powe
- Cincy Powell
- Josh Powell
- Robert Powell
- Roger Powell
- Marlbert Pradd
- Erv Prasse
- Mike Pratt
- Pete Preboski
- Paul Pressey
- Babe Pressley
- Dominic Pressley
- Harold Pressley
- Steve Previs
- Al Price
- Bernie Price
- Brent Price
- Jim Price
- Mark Price
- Mike Price
- Paul Price
- Ronnie Price
- Tony Price
- Bob Priddy
- Tayshaun Prince
- John Pritchard
- Kevin Pritchard
- Payton Pritchard
- Lorvin Proctor
- Cy Proffitt
- Laron Profit
- Joe Proska
- Leroy Pryor
- Joel Przybilla
- Les Pugh
- Roy Pugh
- Anthony Pullard
- Donald Putnam

## Q
- Dave Quabius
- Bob Quick
- Jim Quinlan
- Bart Quinn
- Chris Quinn
- Brian Quinnett

## R
- Luther Rackley
- Howard Rader
- Len Rader
- Mark Radford
- Wayne Radford
- Dino Rađa
- Vladimir Radmanović
- Aleksandar Radojević
- Frank Radovich
- Moe Radovich
- Ray Radziszewski
- Jim Rae
- Ray Ragelis
- Sherwin Raiken
- Stan Raiman
- Ed Rains
- Igor Rakočević
- Kurt Rambis
- Peter John Ramos
- Cal Ramsey
- Frank Ramsey
- Ray Ramsey
- Mark Randall
- Shavlik Randolph
- Zach Randolph
- Wally Rank
- Kelvin Ransey
- Sam Ranzino
- Bobby Rascoe
- Blair Rasmussen
- George Ratkovicz
- Ed Ratleff
- Mike Ratliff
- Theo Ratliff
- Leo Rautins
- Allan Ray
- Clifford Ray
- Don Ray
- James Ray
- Jim Rayl
- Craig Raymond
- Connie Rea
- Joe Reaves
- Željko Rebrača
- Eldridge Recasner
- Michael Redd
- Frank Reddout
- J.J. Redick
- Marlon Redmond
- Billy Reed
- Hub Reed
- Justin Reed
- Ron Reed
- Willis Reed
- Bill Reeves
- Bryant Reeves
- Khalid Reeves
- Richie Regan
- Bob Regh
- Don Rehfeldt
- Fred Rehm
- Billy Reid
- Don Reid
- J.R. Reid
- Jim Reid
- Robert Reid
- Jared Reiner
- Joseph Reiser
- Rube Reiswerg
- Marty Reiter
- Richard Rellford
- Terrence Rencher
- John Rennicke
- Robert Rensberger
- Efthimios Rentzias
- Shawn Respert
- Kevin Restani
- George Reynolds
- Jerry Reynolds
- Kendall Rhine
- Eugene Rhodes
- Rodrick Rhodes
- Del Rice
- Glen Rice
- Tommy Rich
- Clint Richardson
- Jason Richardson
- Micheal Ray Richardson
- Norman Richardson
- Pooh Richardson
- Quentin Richardson
- Ocie Richie
- Mitch Richmond
- John Richter
- Dick Ricketts
- Isaiah Rider
- Jackie Ridgle
- Luke Ridnour
- Bill Riebe
- Mel Riebe
- Bob Riedy
- James Riffey
- Antoine Rigaudeau
- Ted Rigg
- Tom Riker
- Bob Riley
- Eric Riley
- Pat Riley
- Ron Riley
- Rich Rinaldi
- Mike Riordan
- Arnie Risen
- Eddie Riska
- Tex Ritter
- Ramon Rivas
- David Rivers
- Doc Rivers
- Julie Rivlin
- Jerry Rizzo
- Red Robbins
- Lee Robbins
- Anthony Roberson
- Rick Roberson
- Terrance Roberson
- Anthony Roberts
- Bill Roberts
- Fred Roberts
- Glen Roberts
- Joe Roberts
- Lawrence Roberts
- Marv Roberts
- Stanley Roberts
- Wyman Roberts
- Alvin Robertson
- Oscar Robertson
- Ryan Robertson
- Tony Robertson
- Rick Robey
- Bernard Robinson
- Chris Robinson
- Clifford Robinson
- Cliff Robinson
- David Robinson
- Eddie Robinson
- Flynn Robinson
- Glenn Robinson
- Jackie Robinson
- Jamal Robinson
- James Robinson
- Larry Robinson
- Nate Robinson
- Oliver Robinson
- Ronnie Robinson
- Rumeal Robinson
- Samuel Robinson
- Truck Robinson
- Wayne Robinson
- Wil Robinson
- Bill Robinzine
- Dave Robisch
- Red Rocha
- John Roche
- Gene Rock
- Jack Rocker
- Guy Rodgers
- Dennis Rodman
- Abel Rodrigues
- Sergio Rodriguez
- Lou Roe
- Carlos Rogers
- Harry Rogers
- Johnny Rogers
- Marshall Rogers
- Rodney Rogers
- Roy Rogers
- Willie Rogers
- Albert Roges
- Ken Rohloff
- Kenneth Rollins
- Phil Rollins
- Tree Rollins
- Lorenzo Romar
- Rajon Rondo
- Jerry Rook
- Sean Rooks
- Pat Rooney
- Swede Roos
- Jalen Rose
- Malik Rose
- Robert Rose
- Petey Rosenberg
- Lennie Rosenbluth
- Henry Rosenstein
- Gene Rosenthal
- Richard Rosenthal
- Quinton Ross
- Carl Roth
- Doug Roth
- Scott Roth
- Irv Rothenberg
- Les Rothman
- Marvin Rottner
- Dan Roundfield
- Gifford Roux
- Ron Rowan
- Curtis Rowe
- Jim Rowinski
- Derrick Rowland
- Brian Rowsom
- Donald Royal
- Reggie Royals
- Robert Royer
- Clifford Rozier
- Guy Rucker
- Delaney Rudd
- John Rudd
- Rex Rudicel
- John Rudometkin
- Michael Ruffin
- Trevor Ruffin
- Paul Ruffner
- Clem Ruh
- Joe Ruklick
- Jeff Ruland
- Bob Rule
- Jerry Rullo
- George Rung
- Stefano Rusconi
- Kareem Rush
- Mal Rush
- Bill Russell
- Bryon Russell
- Campy Russell
- Cazzie Russell
- Frank Russell
- Pierre Russell
- Rubin Russell
- Walker Russell
- Lou Rutter

## S
- Frank Sabo
- Arvydas Sabonis
- Ed Sachs
- Frank Sachse
- Leo Sack
- Ed Sadowski
- Eddie Sadowski
- Junior Saffer
- Ken Sailors
- John Salley
- John Salmons
- Al Salvadori
- Kevin Salvadori
- Soumaila Samake
- Jamal Sampson
- Ralph Sampson
- Pepe Sanchez
- Al Sanders
- Frankie Sanders
- Jeff Sanders
- Melvin Sanders
- Mike Sanders
- Satch Sanders
- Ron Sanford
- Daniel Santiago
- Robert Santini
- Wayne Sappleton
- Jason Sasser
- Jeryl Sasser
- Kenny Satterfield
- Bill Sattler
- Louie Sauer
- Pep Saul
- Woody Sauldsberry
- Glynn Saulters
- Fred Saunders
- Rusty Saunders
- Don Savage
- Predrag Savovic
- Alan Sawyer
- Brian Scalabrine
- Alex Scales
- DeWayne Scales
- Ted Scalissi
- Jack Scarry
- Frank Schade
- Ben Schadler
- Herm Schaefer
- Billy Schaeffer
- Robert Schafer
- Benny Schall
- Ben Scharnus
- Marvin Schatzman
- Fred Schaus
- Danny Schayes
- Dolph Schayes
- Ossie Schectman
- Steve Scheffler
- Tom Scheffler
- Ed Scheiwe
- Dave Schellhase
- Luke Schenscher
- Herb Scherer
- Johnny Schick
- Dwayne Schintzius
- Glen Schlechty
- Dale Schlueter
- Otto Schnellbacher
- Dick Schnittker
- Russ Schoene
- Dave Scholz
- Gene Scholz
- Milt Schoon
- Bill Schrader
- Warren Schrage
- Al Schrecker
- Detlef Schrempf
- Bill Schroeder
- Wilbur Schu
- Herm Schuessler
- Howie Schultz
- Dick Schulz
- Wilbur Schumacher
- Roger Schurig
- Bob Schwartz
- John Schweitz
- Fred Scolari
- Alvin Scott
- Brent Scott
- Byron Scott
- Charlie Scott
- Dennis Scott
- James Scott
- Joe Scott
- Ray Scott
- Shawnelle Scott
- Willie Scott
- Paul Scranton
- Carey Scurry
- Bruce Seals
- Shea Seals
- Malik Sealy
- Tom Sealy
- Ed Searcy
- Ken Sears
- Johnny Sebastian
- Wayne See
- Thabo Sefolosha
- Rony Seikaly
- Glen Selbo
- Brad Sellers
- Phil Sellers
- Rollie Seltz
- Lester Selvage
- Frank Selvy
- Jim Seminoff
- Mouhamed Sene
- George Senesky
- Ansu Sesay
- Tom Sewell
- Paul Seymour
- Nicholas Shaback
- Lynn Shackelford
- Charles Shackleford
- Bob Shaddock
- Carl Shaeffer
- Jack Shaffer
- Lee Shaffer
- Frank Shamel
- God Shammgod
- Chuck Shanklin
- Earl Shannon
- Frank Shannon
- Howie Shannon
- Charlie Share
- Steve Sharkey
- Bill Sharman
- John Shasky
- Ronnie Shavlik
- Bob Shaw
- Brian Shaw
- Casey Shaw
- Robert Shea
- Fred Sheffield
- Craig Shelton
- Lonnie Shelton
- Billy Shepherd
- Jeff Sheppard
- Steve Sheppard
- Edmund Sherod
- Charley Shipp
- Paul Shirley
- Ollie Shoaff
- Eugene Short
- Purvis Short
- Slim Shoun
- Dexter Shouse
- Richard Shrider
- Gene Shue
- John Shumate
- Sam Sibert
- Mark Sibley
- Jerry Sichting
- Don Sidle
- Vic Siegel
- Larry Siegfried
- Ralph Siewert
- Jack Sikma
- James Silas
- Paul Silas
- Mike Silliman
- Wayne Simien
- Bobby Simmons
- Cedric Simmons
- Connie Simmons
- Grant Simmons
- John Simmons
- Lionel Simmons
- Miles Simon
- Walt Simon
- Dickey Simpkins
- Ralph Simpson
- Alvin Sims
- Bob Sims
- Bob Sims
- Doug Sims
- Scott Sims
- Johnny Sines
- James Singleton
- McKinley Singleton
- Zeke Sinicola
- Steve Sitko
- Charlie Sitton
- Bob Skarda
- Scott Skiles
- Al Skinner
- Brian Skinner
- Talvin Skinner
- Whitey Skoog
- Press Slack
- Jeff Slade
- Reggie Slater
- James Slaughter
- Jose Slaughter
- Tamar Slay
- Jerry Sloan
- Uroš Slokar
- Tom Sluby
- Keith Smart
- Belus Smawley
- Danny Smick
- Jack Smiley
- Adrian Smith
- Al Smith
- Bill Smith
- Bill Smith
- Bingo Smith
- Bobby Smith
- Charles Smith
- Charles Smith
- Charles E. Smith
- Chris Smith
- Clinton Smith
- Craig Smith
- Deb Smith
- Derek Smith
- Don Smith
- Donald Smith
- Donny Smith
- Donta Smith
- Doug Smith
- Edward Smith
- Elmore Smith
- Garfield Smith
- Greg Smith
- J.R. Smith
- Jabari Smith
- Jim Smith
- Joe Smith
- John Smith
- Josh Smith
- Keith Smith
- Ken Smith
- Kenny Smith
- LaBradford Smith
- Larry Smith
- Leon Smith
- Michael Smith
- Mike Smith
- Mike Smith
- Otis Smith
- Pete Smith
- Phil Smith
- Randy Smith
- Reggie Smith
- Robert Smith
- Sam Smith
- Sam Smith
- Steve Smith
- Steven Smith
- Stevin Smith
- Theron Smith
- Tom Smith
- Tony Smith
- Wee Willie Smith
- Willie Smith
- Rik Smits
- Mike Smrek
- Joseph Smyth
- Eric Snow
- Bello Snyder
- Dick Snyder
- Kirk Snyder
- George Sobek
- Ricky Sobers
- Ron Sobie
- Mike Sojourner
- Willie Sojourner
- Paul Sokody
- Will Solomon
- Willie Somerset
- Darius Songaila
- Harry Sorensen
- Dave Sorenson
- Joe Sotak
- Gino Sovran
- Pape Sow
- Ken Spain
- Jim Spanarkel
- Vasileios Spanoulis
- Dan Sparks
- Guy Sparrow
- Rory Sparrow
- Odie Spears
- Art Spector
- Andre Spencer
- Elmore Spencer
- Felton Spencer
- Jack Spencer
- Lou Spicer
- Craig Spitzer
- Art Spoelstra
- Ed Spotovich
- Bruce Spraggins
- Latrell Sprewell
- Larry Spriggs
- Jim Springer
- James Spruill
- Joe Spudich
- Joe Stack
- Ryan Stack
- Jerry Stackhouse
- Kevin Stacom
- Erv Staggs
- Bud Stallworth
- Dave Stallworth
- Howard Stammler
- Joe Stampf
- Ed Stanczak
- Walt Stankey
- Terrence Stansbury
- Jack Stanton
- Clovis Stark
- John Starks
- Keith Starr
- Dick Starzyk
- Larry Staverman
- Larry Steele
- Ed Stege
- Matt Steigenga
- Jerry Steiner
- Vladimir Stepania
- Ben Stephens
- Everette Stephens
- Jack Stephens
- Joe Stephens
- John Stephens
- Brook Steppe
- Jack Sterling
- Barry Stevens
- Wayne Stevens
- DeShawn Stevenson
- Dennis Stewart
- Kebu Stewart
- Larry Stewart
- Michael Stewart
- Norman Stewart
- Steve Stipanovich
- Bryant Stith
- Sam Stith
- Tom Stith
- Alex Stivrins
- John Stockton
- Art Stoefen
- Predrag Stojaković
- Ed Stokes
- Greg Stokes
- Maurice Stokes
- Arthur Stolkey
- Randy Stoll
- George Stone
- Awvee Storey
- Damon Stoudamire
- Salim Stoudamire
- Amar'e Stoudemire
- Marvin Stout
- Paul Stovall
- Dave Strack
- Ted Strain
- Reno Strand
- Joe Strawder
- Bill Stricker
- Erick Strickland
- Mark Strickland
- Rod Strickland
- Roger Strickland
- John Stroeder
- Derek Strong
- Ted Strong
- Lamont Strothers
- John Stroud
- Red Stroud
- Chet Strumillo
- Gene Stump
- Stanley Stutz
- John Styler
- Sally Suddith
- Kenny Suesens
- Gary Suiter
- Bob Sullivan
- Jack Sullivan
- Bill Summers
- Barry Sumpter
- Don Sunderlage
- Bruno Sundov
- Jon Sundvold
- Bob Sura
- Dick Surhoff
- George Sutor
- Dave Suttle
- Greg Sutton
- George Svendsen
- Keith Swagerty
- Bennie Swain
- Everett Swank
- George Swanson
- Hale Swanson
- Norman Swanson
- Dan Swartz
- Michael Sweetney
- Robert Swift
- Skeeter Swift
- Stromile Swift
- Willie Swihart
- Aaron Swinson
- Wallace Sydnor
- Larry Sykes
- Bob Synnott
- Brett Szabo
- Wally Szczerbiak
- Walt Szczerbiak
- Stan Szukala

## T
- Zan Tabak
- Yuta Tabuse
- Chris Taft
- Chelso Tamagno
- Sid Tannenbaum
- Dragan Tarlac
- Roy Tarpley
- Levern Tart
- Earl Tatum
- Anthony Taylor
- Brian Taylor
- Donell Taylor
- Fatty Taylor
- Fred O. Taylor
- Jay Taylor
- Jeff Taylor
- Johnny Taylor
- Leonard Taylor
- Maurice Taylor
- Ollie Taylor
- Ron Taylor
- Vince Taylor
- Terry Teagle
- Sebastian Telfair
- Collis Temple
- Rip Terjesen
- Ira Terrell
- Carlos Terry
- Chuck Terry
- Claude Terry
- Jason Terry
- Ray Terzynski
- Tom Thacker
- Floyd Theard
- Reggie Theus
- Peter Thibeaux
- Bill Thieben
- Justus Thigpen
- David Thirdkill
- Billy Thomas
- Carl Thomas
- Charles Thomas
- Earle Thomas
- Etan Thomas
- Irving Thomas
- Isiah Thomas
- Jamel Thomas
- James Thomas
- Jim Thomas
- Joe Thomas
- John Thomas
- Kenny Thomas
- Kurt Thomas
- Ron Thomas
- Terry Thomas
- Tim Thomas
- Tyrus Thomas
- Willis Thomas
- Bernard Thompson
- Bill Thompson
- Billy Thompson
- Brooks Thompson
- Corny Thompson
- David Thompson
- Dijon Thompson
- George Thompson
- Homer Thompson
- Jack Thompson
- John Thompson
- Kevin Thompson
- LaSalle Thompson
- Mychal Thompson
- Paul Thompson
- Stephen Thompson
- Skip Thoren
- Rod Thorn
- Bob Thornton
- Dallas Thornton
- Jack Thornton
- Otis Thorpe
- Sedale Threatt
- Nate Thurmond
- Mel Thurston
- Milt Ticco
- Hal Tidrick
- Dan Tieman
- Darren Tillis
- Jack Tingle
- George Tinsley
- Jamaal Tinsley
- Wayman Tisdale
- Paul Tobin
- Mike Todorovich
- Ray Tolbert
- Tom Tolbert
- Chet Tollstam
- Dean Tolson
- Rudy Tomjanovich
- Andrew Toney
- Sedric Toney
- Andy Tonkovich
- Andy Toolson
- John Toomay
- Bernard Toone
- Irving Torgoff
- Bumper Tormohlen
- Oscar Torres
- William Tosheff
- Robert Tough
- Monte Towe
- Keith Tower
- Blackie Towery
- Linton Townes
- Johnny Townsend
- Raymond Townsend
- George Trapp
- John Trapp
- Robert Traylor
- Gary Trent
- Jeff Trepagnier
- John Tresvant
- Dick Triptow
- Kelly Tripucka
- Ansley Truitt
- Cezary Trybanski
- Jake Tsakalidis
- John Tschogl
- Lou Tsioropoulos
- Nikoloz Tskitisjvili
- Al Tucker
- Anthony Tucker
- James Tucker
- P.J. Tucker
- Rashad Tucker
- Trent Tucker
- Ronny Turiaf
- Mirsad Türkcan
- Hidayet Türkoğlu
- Andre Turner
- Bill Turner
- Elston Turner
- Gary Turner
- Henry Turner
- Herschell Turner
- Jack Turner
- Jack Turner
- Jeff Turner
- John Turner
- Wayne Turner
- Melvin Turpin
- Dave Twardzik
- Jack Twyman
- B.J. Tyler
- Terry Tyler
- Charlie Tyra

## U
- Mo Udall
- Ime Udoka
- Beno Udrih
- Wes Unseld
- Hal Uplinger
- Kelvin Upshaw
- Jim Usry

## V
- Steve Vacendak
- Darnell Valentine
- Ron Valentine
- John Vallely
- Dick Van Arsdale
- Tom Van Arsdale
- Butch van Breda Kolff
- Jan van Breda Kolff
- Gene Vance
- Augie Vander Muelen
- Logan Vander Velden
- Ernie Vandeweghe
- Kiki Vandeweghe
- Nick Van Exel
- Keith Van Horn
- Matt Vaniel
- Norm Van Lier
- Nick Vanos
- David Vanterpool
- Dennis Van Zant
- Ratko Varda
- Anderson Varejao
- Chico Vaughn
- David Vaughn Jr.
- David Vaughn III
- Jacque Vaughn
- Ralph Vaughn
- Virgil Vaughn
- Loy Vaught
- Bob Verga
- Peter Verhoeven
- Gundars Vetra
- Joao Vianna
- Charlie Villanueva
- Jay Vincent
- Sam Vincent
- Marcus Vinicius
- Fred Vinson
- Claude Virden
- Gary Voce
- Howard Vocke
- Floyd Volker
- Oleksandr Volkov
- Whitey Von Nieda
- Bernie Voorhies
- Jake Voskuhl
- Danny Vranes
- Slavko Vraneš
- Stojko Vranković
- Brett Vroman
- Jackson Vroman
- Sasha Vujačić
- Frank Vukosic

## W
- Vaughn Waddell
- Dwyane Wade
- Mark Wade
- Von Wafer
- Clint Wager
- Dajuan Wagner
- Danny Wagner
- Milt Wagner
- Norm Wagner
- Phil Wagner
- Dion Waiters
- Granville Waiters
- Andre Wakefield
- Neal Walk
- Andy Walker
- Antoine Walker
- Brady Walker
- Chet Walker
- Darrell Walker
- Foots Walker
- Horace Walker
- Jimmy Walker
- Phil Walker
- Samaki Walker
- Wally Walker
- Ben Wallace
- Gerald Wallace
- John Wallace
- Mike Wallace
- Paul Wallace
- Rasheed Wallace
- Dwight Waller
- Jamie Waller
- Don Walsh
- Jim Walsh
- Matt Walsh
- Ken Walters
- Rex Walters
- Paul Walther
- Isaac Walthour
- Bill Walton
- Jack Walton
- Lloyd Walton
- Luke Walton
- Wang Zhizhi
- Bobby Wanzer
- Perry Warbington
- Charlie Ward
- Gerry Ward
- Henry Ward
- Jim Ware
- Dave Wareham
- Ben Warley
- Bob Warlick
- Cornell Warner
- Don Warnke
- Bobby Warren
- John Warren
- Bryan Warrick
- Hakim Warrick
- Chris Washburn
- Bobby Washington
- Don Washington
- Duane Washington
- Dwayne "Pearl" Washington
- Eric Washington
- Jim Washington
- Kermit Washington
- Richard Washington
- Stan Washington
- Trooper Washington
- Wilson Washington
- Zane Wast
- Jack Watkins
- Melvin Watkins
- Chub Watson
- Earl Watson
- Jamie Watson
- Robert Watson
- Ron Watts
- Sam Watts
- Slick Watts
- Stan Waxman
- Clarence Weatherspoon
- Nick Weatherspoon
- Jeff Webb
- Marcus Webb
- Spud Webb
- Chris Webber
- Jake Weber
- Elnardo Webster
- Jeff Webster
- Martell Webster
- Marvin Webster
- Scott Wedman
- Richard Wehr
- Brant Weidner
- Bob Weigandt
- Bob Weiss
- Herm Weiss
- Rick Weitzman
- Bonzi Wells
- Bubba Wells
- Owen Wells
- Ralph Wells
- Christian Welp
- Jiří Welsch
- Bill Wendt
- Bill Wennington
- Matt Wenstrom
- Robert Werdann
- Ray Wertis
- David Wesley
- Walt Wesley
- David West
- Delonte West
- Doug West
- Jerry West
- Mark West
- Roland West
- Dexter Westbrook
- Paul Westphal
- John Wetzel
- Robert Whaley
- Ennis Whatley
- DeJuan Wheat
- Clinton Wheeler
- Tyson Wheeler
- Skippy Whitaker
- Dean White
- Eric White
- Herb White
- Hubie White
- Jahidi White
- Jo Jo White
- Randy White
- Rodney White
- Rory White
- Rudy White
- Tony White
- Willie White
- Jerome Whitehead
- Donald Whiteside
- Dwayne Whitfield
- Warren Whitlinger
- Chris Whitney
- Hank Whitney
- Hawkeye Whitney
- Sidney Wicks
- Ron Widby
- Paul Widowitz
- Murray Wier
- Bob Wiesenhahn
- John Wiethe
- John Wiggers
- Mitchell Wiggins
- Ken Wilburn
- Chris Wilcox
- D.C. Wilcutt
- Gene Wiley
- Michael Wiley
- Morlon Wiley
- Win Wilfong
- Lenny Wilkens
- Bob Wilkerson
- Jamaal Wilkes
- James Wilkes
- Damien Wilkins
- Dominique Wilkins
- Eddie Lee Wilkins
- Gerald Wilkins
- Jeff Wilkins
- Russ Wilkins
- Dale Wilkinson
- Mike Wilks
- Aaron Williams
- Al Williams
- Alvin Williams
- Art Williams
- Bernie Williams
- Brandon Williams
- Buck Williams
- Charlie Williams
- Chuck Williams
- Chuckie Williams
- Cliff Williams
- Corey Williams
- Dave Williams
- Deron Williams
- Don Williams
- Earl Williams
- Eric Williams
- Fly Williams
- Frank Williams
- Freeman Williams
- Gene Williams
- Gus Williams
- Guy Williams
- Hank Williams
- Herb Williams
- Jason Williams
- Jay Williams
- Jayson Williams
- Jerome Williams
- John "Hot Rod" Williams
- John Williams
- Kenny Williams
- Kevin Williams
- Lorenzo Williams
- Louis Williams
- Marcus Williams
- Marvin Williams
- Maurice Williams
- Micheal Williams
- Mike Williams
- Milt Williams
- Monty Williams
- Nate Williams
- Pete Williams
- Ray Williams
- Reggie Williams
- Rickey Williams
- Rob Williams
- Robert Williams
- Ron Williams
- Sam Williams
- Sam Williams
- Scott Williams
- Shammond Williams
- Shawne Williams
- Shelden Williams
- Sly Williams
- Travis Williams
- Walt Williams
- Ward Williams
- Willie Williams
- Corliss Williamson
- John Williamson
- Vann Williford
- Kevin Willis
- Bill Willoughby
- Dedric Willoughby
- Bob Wilson
- Bobby Wilson
- Bubba Wilson
- George Wilson
- George Wilson
- Harlan Wilson
- Isaiah Wilson
- Jasper Wilson
- Jim Wilson
- Mike Wilson
- Nikita Wilson
- Othell Wilson
- Rick Wilson
- Ricky Wilson
- Robert Wilson
- Steve Wilson
- Trevor Wilson
- Kennard Winchester
- Tony Windis
- John Windsor
- Lee Winfield
- David Wingate
- Dontonio Wingfield
- Harthorne Wingo
- Marv Winkler
- Rickie Winslow
- Trevor Winter
- Slim Wintermute
- Brian Winters
- Voise Winters
- Eddie Wisbar
- Skip Wise
- Willie Wise
- Herm Witasek
- Luke Witte
- Greg Wittman
- Randy Wittman
- Garry Witts
- Kayo Wnorowski
- Dave Wohl
- Joe Wolf
- Ruben Wolkowyski
- Eddie Wollen
- Tarzan Woltzen
- Al Wood
- David Wood
- Howard Wood
- Leon Wood
- Robert Wood
- Sonny Wood
- John Wooden
- Loren Woods
- Qyntel Woods
- Randy Woods
- Tommy Woods
- Mike Woodson
- Bob Woollard
- Orlando Woolridge
- Haywoode Workman
- Mark Workman
- Tom Workman
- Willie Worsley
- Sam Worthen
- James Worthy
- Antoine Wright
- Bracey Wright
- Brad Wright
- Dorell Wright
- Howard Wright
- Howie Wright
- Joby Wright
- John Wright
- Larry Wright
- Leroy Wright
- Lonnie Wright
- Loren Wright
- Lorenzen Wright
- Luther Wright
- Sharone Wright
- Tom Wukovits
- Dennis Wuycik
- A.J. Wydner

## Y
- Yao Ming
- Barry Yates
- Wayne Yates
- Vincent Yarbrough
- George Yardley
- Charlie Yelverton
- Paul Yesawich
- Rich Yonakor
- Nick Yost
- Danny Young
- Jewell Young
- Korleone Young
- Michael Young
- Perry Young
- Tim Young
- Willie Young
- Abe Yourist

## Z
- Stan Zadel
- Max Zaslofsky
- Zeke Zawoluk
- Dave Zeller
- Gary Zeller
- Harry Zeller
- Tony Zeno
- Jim Zeravich
- Phil Zevenbergen
- George Zidek
- Babe Ziegenhorn
- Derrick Zimmerman
- Jim Zoet
- Bill Zopf
- Matt Zunic